# Quatrième circonscription d'Eure-et-Loir
La quatrième circonscription d'Eure-et-Loir est l'une des quatre circonscriptions législatives françaises que compte le département d'Eure-et-Loir (28) situé en région Centre-Val de Loire. La circonscription inclut Châteaudun, chef-lieu d'arrondissement.

## Description géographique et démographique
La quatrième circonscription d'Eure-et-Loir est délimitée par le découpage électoral de la loi no 86-1197 du 24 novembre 1986
 ; elle se situe au sud et au sud-est du département et regroupe les huit divisions administratives suivantes : 
- Canton d'Auneau
- Canton de Bonneval
- Canton de Brou
- Canton de Châteaudun
- Canton de Cloyes-sur-le-Loir
- Canton de Janville
- Canton d'Orgères-en-Beauce
- Canton de Voves

Avec 2 405,37 km2, elle est la plus étendue des 4 circonscriptions mais également la moins peuplée avec, 
selon le recensement général de la population en 1999, réalisé par l'Institut national de la statistique et des études économiques (INSEE), une population totale estimée à 88 586 habitants,.

## Historique des députations
| Législature | Début de mandat | Fin de mandat  | Député               | Parti politique | Observations                                                                           |
| ----------- | --------------- | -------------- | -------------------- | --------------- | -------------------------------------------------------------------------------------- |
| IXe         | 23 juin 1988    | 1er avril 1993 | Maurice Dousset,     | UDF,            |                                                                                        |
| Xe          | 2 avril 1993    | 21 avril 1997  | Maurice Dousset,     | UDF,            | Mandat écourté à la suite d'une dissolution parlementaire décidée par Jacques Chirac.  |
| XIe         | 12 juin 1997    | 18 juin 2002   | Marie-Hélène Aubert, | Les Verts,      |                                                                                        |
| XIIe        | 19 juin 2002    | 19 juin 2007   | Alain Venot,         | UMP,            |                                                                                        |
| XIIIe       | 20 juin 2007    | 19 juin 2012   | Philippe Vigier,     | Nouveau Centre, |                                                                                        |
| XIVe        | 20 juin 2012    | 20 juin 2017   | Philippe Vigier      | Nouveau Centre  |                                                                                        |
| XVe         | 21 juin 2017    | 21 juin 2022   | Philippe Vigier      | UDI             |                                                                                        |
| XVIe        | 22 juin 2022    | 9 juin 2024    | Philippe Vigier      | MoDem           | Mandat écourté à la suite d'une dissolution parlementaire décidée par Emmanuel Macron. |
| XVIIe       | 8 juillet 2024  | En cours       | Philippe Vigier      | MoDem           |                                                                                        |

## Historique des élections
Voici la liste des résultats des élections législatives dans la circonscription depuis le découpage électoral de 1986 : 

### Élections de 1988
| Candidat       | Candidat                      | Parti          | Premier tour | Premier tour | Second tour | Second tour |  |
| Candidat       | Candidat                      | Parti          | Voix         | %            | Voix        | %           |  |
| -------------- | ----------------------------- | -------------- | ------------ | ------------ | ----------- | ----------- |  |
|                | Maurice Dousset sortant réélu | UDF (PR)       | 21 284       | 48,41        | 25 792      | 55,56       |  |
|                | Dominique Vallot              | PS             | 10 419       | 23,7         | 20 628      | 44,44       |  |
|                | André Lebat                   | MRG            | 4 437        | 10,09        |             |             |  |
|                | Jean Hardy                    | PCF            | 4 359        | 9,91         |             |             |  |
|                | Claude Mallet                 | FN             | 3 471        | 7,89         |             |             |  |
|                |                               |                |              |              |             |             |  |
| Inscrits       | Inscrits                      | Inscrits       | 63 028       | 100,00       | 63 030      | 100,00      |  |
| Abstentions    | Abstentions                   | Abstentions    | 18 056       | 28,65        | 15 494      | 24,58       |  |
| Votants        | Votants                       | Votants        | 44 972       | 71,35        | 47 536      | 75,42       |  |
| Blancs et nuls | Blancs et nuls                | Blancs et nuls | 1 002        | 2,23         | 1 116       | 2,35        |  |
| Exprimés       | Exprimés                      | Exprimés       | 43 970       | 97,77        | 46 420      | 97,65       |  |

Le suppléant de Maurice Dousset était Bruno Paillet.

### Élections de 1993
| Candidat       | Candidat                      | Parti          | Premier tour | Premier tour | Second tour | Second tour |  |
| Candidat       | Candidat                      | Parti          | Voix         | %            | Voix        | %           |  |
| -------------- | ----------------------------- | -------------- | ------------ | ------------ | ----------- | ----------- |  |
|                | Maurice Dousset sortant réélu | UDF (PR)       | 16 575       | 38,21        | 23 949      | 67,11       |  |
|                | Jean-Michel Maissen           | FN             | 6 040        | 13,92        | 11 735      | 32,89       |  |
|                | Jean-Yves de Franciosi        | PS (ADFP)      | 5 468        | 12,61        |             |             |  |
|                | Vincent Lhopiteau             | UDI            | 4 262        | 9,83         |             |             |  |
|                | Jean Hardy                    | PCF            | 4 159        | 9,59         |             |             |  |
|                | Mireille Ladève-Lépine        | Les Verts (EÉ) | 3 005        | 6,93         |             |             |  |
|                | Joseph Hudault                | CNIP           | 2 044        | 4,71         |             |             |  |
|                | Christiane Meyer              | Divers         | 1 826        | 4,21         |             |             |  |
|                |                               |                |              |              |             |             |  |
| Inscrits       | Inscrits                      | Inscrits       | 63 791       | 100,00       | 68 786      | 100,00      |  |
| Abstentions    | Abstentions                   | Abstentions    | 17 391       | 27,26        | 24 532      | 35,66       |  |
| Votants        | Votants                       | Votants        | 46 400       | 72,74        | 44 254      | 64,34       |  |
| Blancs et nuls | Blancs et nuls                | Blancs et nuls | 3 021        | 6,51         | 8 570       | 19,37       |  |
| Exprimés       | Exprimés                      | Exprimés       | 43 379       | 93,49        | 35 684      | 80,63       |  |

Le suppléant de Maurice Dousset était Joël Billard, comptable, conseiller général, maire de Saint-Maur-sur-le-Loir puis de Bonneval.

### Élections de 1997
| Candidat       | Candidat                 | Parti          | Premier tour | Premier tour | Second tour | Second tour |  |
| Candidat       | Candidat                 | Parti          | Voix         | %            | Voix        | %           |  |
| -------------- | ------------------------ | -------------- | ------------ | ------------ | ----------- | ----------- |  |
|                | Marie-Hélène Aubert élue | Les Verts (PS) | 9 906        | 23,09        | 22 977      | 52,47       |  |
|                | Maurice Dousset sortant  | UDF (PR)       | 9 692        | 22,59        | 20 817      | 47,53       |  |
|                | Marie-Renée Maissen      | FN             | 7 274        | 16,96        |             |             |  |
|                | Joël Billard             | Divers droite  | 6 155        | 14,35        |             |             |  |
|                | Jean Hardy               | PCF            | 3 682        | 8,58         |             |             |  |
|                | Vincent Lhopiteau        | MPF (LDI)      | 2 621        | 6,11         |             |             |  |
|                | Christiane Meyer         | GÉ             | 2 081        | 4,85         |             |             |  |
|                | Joseph Hudault           | CNIP           | 1 489        | 3,47         |             |             |  |
|                |                          |                |              |              |             |             |  |
| Inscrits       | Inscrits                 | Inscrits       | 63 784       | 100,00       | 63 783      | 100,00      |  |
| Abstentions    | Abstentions              | Abstentions    | 18 160       | 28,47        | 16 336      | 25,61       |  |
| Votants        | Votants                  | Votants        | 45 624       | 71,53        | 47 447      | 74,39       |  |
| Blancs et nuls | Blancs et nuls           | Blancs et nuls | 2 724        | 5,97         | 3 653       | 7,7         |  |
| Exprimés       | Exprimés                 | Exprimés       | 42 900       | 94,03        | 43 794      | 92,3        |  |

Député sortant et président de la région Centre, Maurice Dousset a été battu en raison de son soutien au projet d'aéroport à Beauvilliers, et aussi parce qu'il avait évincé son suppléant Joël Billard, maire de Bonneval .
Le suppléant de Marie-Hélène Aubert était Serge Fauve, cadre bancaire, DVG, maire de Marboué.

### Élections de 2002
| Candidat       | Candidat                     | Parti            | Premier tour | Premier tour | Second tour | Second tour |  |
| Candidat       | Candidat                     | Parti            | Voix         | %            | Voix        | %           |  |
| -------------- | ---------------------------- | ---------------- | ------------ | ------------ | ----------- | ----------- |  |
|                | Alain Venot élu              | UMP              | 11 042       | 25,72        | 22 872      | 58,49       |  |
|                | Philippe Vigier              | UDF              | 10 783       | 25,11        | Retrait     | Retrait     |  |
|                | Marie-Hélène Aubert sortante | Les Verts (PS)   | 10 391       | 24,2         | 16 232      | 41,51       |  |
|                | Agnès Biondi-Blancot         | FN               | 5 782        | 13,47        |             |             |  |
|                | François Caré                | CPNT             | 1 233        | 2,87         |             |             |  |
|                | Jean-Pierre Le Touzo         | PCF              | 1 105        | 2,57         |             |             |  |
|                | Miren Chaize                 | LO               | 877          | 2,04         |             |             |  |
|                | Vincent Lhopiteau            | MPF              | 721          | 1,68         |             |             |  |
|                | Alain Renaut                 | Pôle républicain | 399          | 0,93         |             |             |  |
|                | Philippe-Albert Breton       | MNR              | 342          | 0,8          |             |             |  |
|                | Patrick Zind                 | IR               | 146          | 0,34         |             |             |  |
|                | Monique Marécaux             | Divers           | 114          | 0,27         |             |             |  |
|                |                              |                  |              |              |             |             |  |
| Inscrits       | Inscrits                     | Inscrits         | 65 630       | 100,00       | 65 630      | 100,00      |  |
| Abstentions    | Abstentions                  | Abstentions      | 21 588       | 32,89        | 24 440      | 37,24       |  |
| Votants        | Votants                      | Votants          | 44 042       | 67,11        | 41 190      | 62,76       |  |
| Blancs et nuls | Blancs et nuls               | Blancs et nuls   | 1 107        | 2,51         | 2 086       | 5,06        |  |
| Exprimés       | Exprimés                     | Exprimés         | 42 935       | 97,49        | 39 104      | 94,94       |  |

Le suppléant d'Alain Venot était le Docteur Dominique Viel, maire d'Auneau.

### Élections de 2007
|                | Philippe Vigier élu    | NC             | 23 918 | 57,12  |  |  |  |
|                | Serge Fauve            | PS             | 9 467  | 22,61  |  |  |  |
|                | Marie-France Garcette  | FN             | 2 342  | 5,59   |  |  |  |
|                | Dominique Garcia       | PCF            | 1 356  | 3,24   |  |  |  |
|                | Danielle Auroi         | Les Verts      | 1 298  | 3,1    |  |  |  |
|                | Alice Bouyssou         | LCR            | 1 096  | 2,62   |  |  |  |
|                | Bernadette Jouachim    | MPF            | 964    | 2,3    |  |  |  |
|                | Jessica Guillet-Briand | CPNT           | 879    | 2,1    |  |  |  |
|                | Miren Chaize           | LO             | 554    | 1,32   |  |  |  |
|                |                        |                |        |        |  |  |  |
| Inscrits       | Inscrits               | Inscrits       | 67 909 | 100,00 |  |  |  |
| Abstentions    | Abstentions            | Abstentions    | 25 019 | 36,84  |  |  |  |
| Votants        | Votants                | Votants        | 42 890 | 63,16  |  |  |  |
| Blancs et nuls | Blancs et nuls         | Blancs et nuls | 1 016  | 2,37   |  |  |  |
| Exprimés       | Exprimés               | Exprimés       | 41 874 | 97,63  |  |  |  |

Le suppléant de Philippe Vigier était Marc Guerrini, chef d'entreprise, conseiller général, maire de Voves.

### Élections de 2012
|                | Philippe Vigier sortant réélu | NC             | 20 603 | 50,72  |  |  |  |
|                | Karim Laanaya                 | EÉLV (PS, PRG) | 9 504  | 23,40  |  |  |  |
|                | Guylaine Bercher              | RBM (FN)       | 6 271  | 15,44  |  |  |  |
|                | Dominique Garcia              | FG (PCF)       | 2 392  | 5,89   |  |  |  |
|                | Christian Baeckeroot          | PDF            | 324    | 0,80   |  |  |  |
|                | Daniel Rousseau               | DLR            | 323    | 0,80   |  |  |  |
|                | Marc Governatori              | LFA (AÉI)      | 313    | 0,77   |  |  |  |
|                | Anne-Laure Lucas              | PCD            | 249    | 0,61   |  |  |  |
|                | Anne-Laure Assayag            | LO             | 241    | 0,59   |  |  |  |
|                | Manuel Georget                | NPA            | 221    | 0,54   |  |  |  |
|                | Catherine Marceaux            | UPF            | 179    | 0,44   |  |  |  |
|                |                               |                |        |        |  |  |  |
| Inscrits       | Inscrits                      | Inscrits       | 67 206 | 100,00 |  |  |  |
| Abstentions    | Abstentions                   | Abstentions    | 25 827 | 38,43  |  |  |  |
| Votants        | Votants                       | Votants        | 41 379 | 61,57  |  |  |  |
| Blancs et nuls | Blancs et nuls                | Blancs et nuls | 759    | 1,83   |  |  |  |
| Exprimés       | Exprimés                      | Exprimés       | 40 620 | 98,17  |  |  |  |

Le suppléant de Philippe Vigier était Marc Guerrini.

### Élections de 2017
|                                                                              |                                                                                          |                           |                           |                          |                          |
|                                                                              |                                                                                          | Premier tour 11 juin 2017 | Premier tour 11 juin 2017 | Second tour 18 juin 2017 | Second tour 18 juin 2017 |
|                                                                              |                                                                                          |                           |                           |                          |                          |
|                                                                              |                                                                                          | Nombre                    | % des inscrits            | Nombre                   | % des inscrits           |
| Inscrits                                                                     | Inscrits                                                                                 | 67 209                    | 100,00                    | 67 208                   | 100,00                   |
| Abstentions                                                                  | Abstentions                                                                              | 31 247                    | 46,49                     | 35 490                   | 52,81                    |
| Votants                                                                      | Votants                                                                                  | 35 962                    | 53,51                     | 31 718                   | 47,19                    |
|                                                                              |                                                                                          |                           | % des votants             |                          | % des votants            |
| Bulletins blancs                                                             | Bulletins blancs                                                                         | 503                       | 1,40                      | 1 579                    | 4,98                     |
| Bulletins nuls                                                               | Bulletins nuls                                                                           | 194                       | 0,54                      | 752                      | 2,37                     |
| Suffrages exprimés                                                           | Suffrages exprimés                                                                       | 35 265                    | 98,06                     | 29 387                   | 92,65                    |
|                                                                              |                                                                                          |                           |                           |                          |                          |
| Candidat Étiquette politique (partis et alliances)                           | Candidat Étiquette politique (partis et alliances)                                       | Voix                      | % des exprimés            | Voix                     | % des exprimés           |
|                                                                              |                                                                                          |                           |                           |                          |                          |
|                                                                              | Philippe Vigier (député sortant) Union des démocrates et indépendants (Les Républicains) | 15 064                    | 42,72                     | 20 684                   | 70,38                    |
|                                                                              | Clémence Rouvier La République en marche !                                               | 7 206                     | 20,43                     | 8 703                    | 29,62                    |
|                                                                              | Vincent Collo Front national                                                             | 5 814                     | 16,49                     |                          |                          |
|                                                                              | Fabien Verdier Divers gauche                                                             | 2 601                     | 7,38                      |                          |                          |
|                                                                              | Sophie Sinatti La France insoumise                                                       | 2 099                     | 5,95                      |                          |                          |
|                                                                              | Nachida Barre Europe Écologie Les Verts (Parti socialiste)                               | 647                       | 1,83                      |                          |                          |
|                                                                              | Dominique Garcia Parti communiste français                                               | 567                       | 1,61                      |                          |                          |
|                                                                              | Damien Villette Divers droite                                                            | 543                       | 1,54                      |                          |                          |
|                                                                              | Florence Bernard Debout la France                                                        | 304                       | 0,86                      |                          |                          |
|                                                                              | Anne-Laure Assayag Lutte ouvrière                                                        | 243                       | 0,69                      |                          |                          |
|                                                                              | Florian Tessier Divers (Union populaire républicaine)                                    | 177                       | 0,50                      |                          |                          |
| Source : Ministère de l'Intérieur - Quatrième circonscription d'Eure-et-Loir |                                                                                          |                           |                           |                          |                          |

Le suppléant de Philippe Vigier était Marc Guerrini.

### Élections de 2022
|                                                    |                                                                                   |                           |                           |                          |                          |
|                                                    |                                                                                   | Premier tour 12 juin 2022 | Premier tour 12 juin 2022 | Second tour 19 juin 2022 | Second tour 19 juin 2022 |
|                                                    |                                                                                   |                           |                           |                          |                          |
|                                                    |                                                                                   | Nombre                    | % des inscrits            | Nombre                   | % des inscrits           |
| Inscrits                                           | Inscrits                                                                          | 67 250                    | 100                       | 67 238                   | 100                      |
| Abstentions                                        | Abstentions                                                                       | 33 681                    | 50,08                     | 35 811                   | 53,26                    |
| Votants                                            | Votants                                                                           | 33 569                    | 49,92                     | 31 427                   | 46,74                    |
|                                                    |                                                                                   |                           | % des votants             |                          | % des votants            |
| Bulletins blancs                                   | Bulletins blancs                                                                  | 455                       | 1,36                      | 1 563                    | 4,97                     |
| Bulletins nuls                                     | Bulletins nuls                                                                    | 181                       | 0,54                      | 491                      | 1,56                     |
| Suffrages exprimés                                 | Suffrages exprimés                                                                | 32 933                    | 98,11                     | 29 373                   | 93,46                    |
|                                                    |                                                                                   |                           |                           |                          |                          |
| Candidat Étiquette politique (partis et alliances) | Candidat Étiquette politique (partis et alliances)                                | Voix                      | % des exprimés            | Voix                     | % des exprimés           |
|                                                    |                                                                                   |                           |                           |                          |                          |
|                                                    | Philippe Vigier* Ensemble !                                                       | 14 050                    | 42,66                     | 17 671                   | 60,16                    |
|                                                    | Virginia De Oliveira Rassemblement national                                       | 8 072                     | 24,51                     | 11 702                   | 39,84                    |
|                                                    | Mathieu Gaston Nouvelle Union populaire écologique et sociale La France insoumise | 5 079                     | 15,42                     |                          |                          |
|                                                    | Elisabeth Meyblum Les Républicains                                                | 2 468                     | 7,49                      |                          |                          |
|                                                    | Vincent Lhopiteau Reconquête                                                      | 1 679                     | 5,10                      |                          |                          |
|                                                    | Evelyne Dassas Écologistes                                                        | 715                       | 2,17                      |                          |                          |
|                                                    | Anne-Laure Assayag Lutte ouvrière                                                 | 437                       | 1,33                      |                          |                          |
|                                                    | Pierre Mioque Écologistes                                                         | 433                       | 1,31                      |                          |                          |
|                                                    | Aude Lemoine Droite souverainiste                                                 | 0                         | 0,00                      |                          |                          |
| * Député sortant                                   |                                                                                   |                           |                           |                          |                          |

Le suppléant de Philippe Vigier était Laurent Leclercq, maire Horizons de Toury. Laurent Leclercq remplaça Philippe Vigier, nommé membre du gouvernement, du 21 août 2023 au 11 février 2024.

### Élections de 2024
| Candidat                 | Candidat           | Parti et coalition | Nuance | Premier tour | Premier tour | Second tour | Second tour |
| Candidat                 | Candidat           | Parti et coalition | Nuance | Voix         | %            | Voix        | %           |
| ------------------------ | ------------------ | ------------------ | ------ | ------------ | ------------ | ----------- | ----------- |
|                          | Roger Pécout       | LR-RN              |        | 18 854       | 43,15        |             |             |
|                          | Philippe Vigier    | MoDem              |        | 17 236       | 39,44        |             |             |
|                          | Sylviane Boëns     | PS (NFP)           |        | 6 243        | 14,29        |             |             |
|                          | Vincent Lhopiteau  | REC                |        | 817          | 1,87         |             |             |
|                          | Anne-Laure Assayag | LO                 |        | 548          | 1,25         |             |             |
|                          |                    |                    |        |              |              |             |             |
| Votes valides            |                    |                    |        |              |              |             |             |
| Votes blancs             |                    |                    |        |              |              |             |             |
| Votes nuls               |                    |                    |        |              |              |             |             |
| Total                    |                    |                    |        |              |              |             |             |
| Abstention               |                    |                    |        |              |              |             |             |
| Inscrits / participation |                    |                    |        |              |              |             |             |

Le suppléant de Philippe Vigier est Laurent Leclercq.

#### Département d'Eure-et-Loir
- La fiche de l'INSEE de cette circonscription : « Tableaux et Analyses de la quatrième circonscription d'Eure-et-Loir », sur insee.fr, site de l'Institut national de la statistique et des études économiques (consulté le 10 juin 2007) [PDF]

- « Tous les députés du département d'Eure-et-Loir depuis 1789 » [archive du 30 septembre 2007], sur assemblee-nationale.fr, site de l'Assemblée nationale française (consulté le 10 juin 2007)

- « Informations contentieuses sur le département d'Eure-et-Loir (Élections législatives de 2002) »(Archive.org • Wikiwix • Archive.is • Google • Que faire ?), sur conseil-constitutionnel.fr, site du Conseil constitutionnel (consulté le 13 juin 2007)

#### Circonscriptions en France
- « Carte des circonscriptions législatives en France », sur assemblee-nationale.fr, site de l'Assemblée nationale française (consulté le 20 juin 2007)

- « Résultats électoraux officiels en France »(Archive.org • Wikiwix • Archive.is • Google • Que faire ?), sur interieur.gouv.fr, site du ministère de l'Intérieur (France) (consulté le 13 juin 2007)

- Description et Atlas des circonscriptions électorales de France sur « http://www.atlaspol.com »(Archive.org • Wikiwix • Archive.is • Google • Que faire ?), Atlaspol, site de cartographie géopolitique, consulté le 13 juin 2007.